# Jürgen Welp (Fußballspieler)
Jürgen Welp (* 27. Dezember 1959 in Hamm) ist ein ehemaliger deutscher Fußballtorwart.

## Karriere
Welp gewann in der Saison 1982/83 in der Oberliga Westfalen mit dem SC Eintracht Hamm den Meistertitel. Er bestritt in der Saison 1986/87 sein erstes Spiel in einer Profiliga. Für Rot-Weiss Essen lief er in der 2. Bundesliga am 38. und letzten Spieltag gegen die Stuttgarter Kickers auf. Das Spiel endete 3:0 für die Kickers. Später spielte er noch für den FC Gütersloh, bevor er Ersatztorhüter beim FC Schalke 04 wurde. In der Saison 1990/91 war er die Nummer zwei hinter Jens Lehmann. Am 16. Spieltag verletzte sich Lehmann im Spiel gegen FSV Mainz 05, so kam Welp zu seiner Premiere für die Schalker. Insgesamt bestritt er fünf Spiele, in denen es keine Niederlage gab. Zu Spielzeitende stand Platz 1 zu Buche und Welp stieg mit Schalke in die Bundesliga auf. Dort vertrat er noch einmal Lehmann und hielt beim Spiel gegen Bayer 04 Leverkusen seinen Kasten sauber, so endete das Spiel torlos 0:0. Welp wechselte anschließend zur SpVg Beckum, mit der er 1995 den Westfalenpokal gewinnen konnte. Den Titelgewinn krönte er im Finale gegen die SpVgg Erkenschwick, als er, nachdem in der regulären Spielzeit und der anschließenden Verlängerung keine Tore gefallen waren, im Elfmeterschießen zwei Elfmeter parieren konnte. Damit waren die Beckumer für den DFB-Pokal qualifiziert und traten in der ersten Hauptrunde gegen den 1. FC Köln an. Nach 120 torlosen Spielminuten war es erneut Jürgen Welp, der im Elfmeterschießen gegen Bruno Labbadia parierte und seine Mannschaft in die zweite Runde brachte.